# Берек Йоселевич

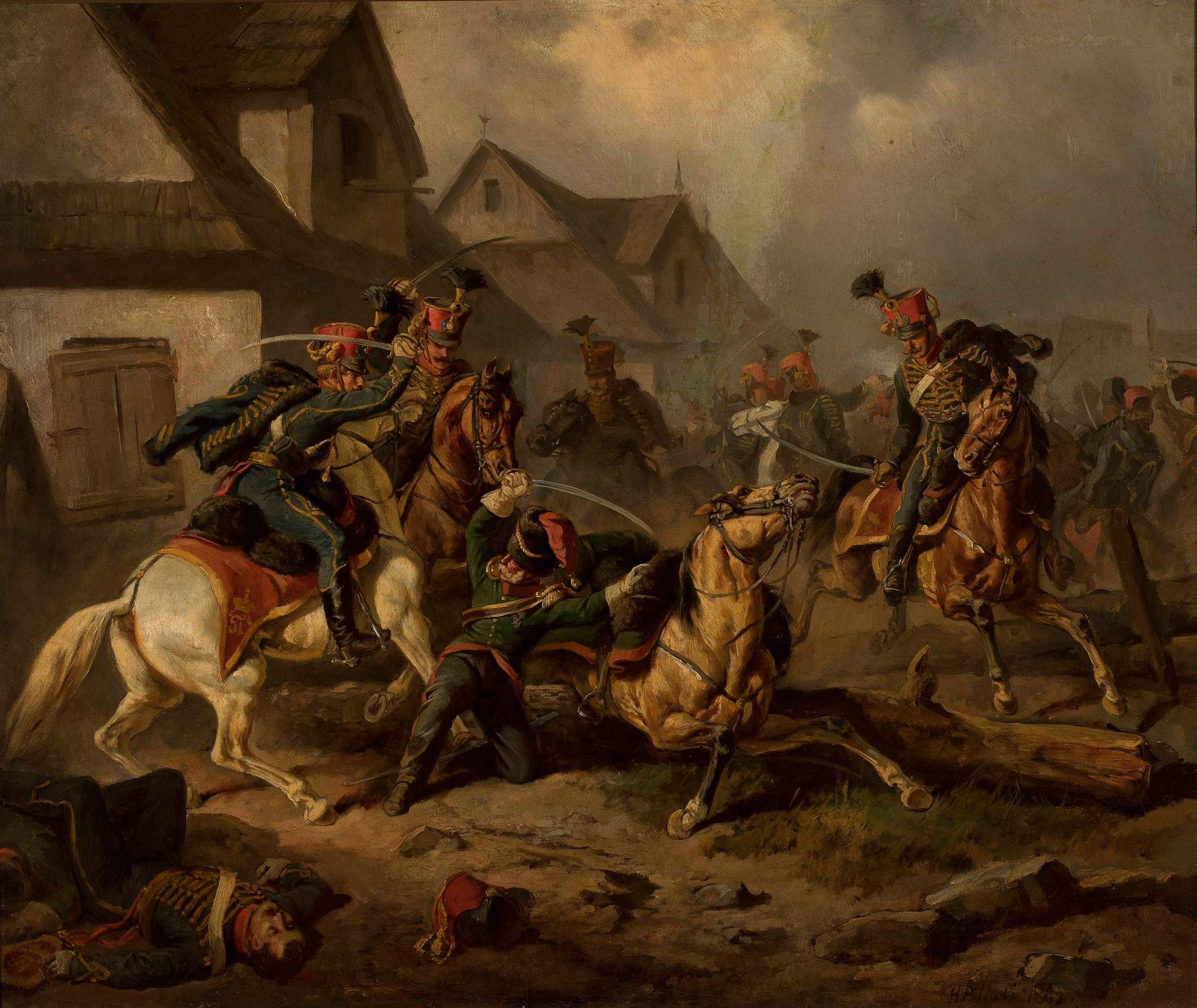
Художник Х. Пиллати. Смерть Берекa Йоселевичa

Бе́рек Йоселе́вич (пол. Berek Joselewicz, Дов Бер бен Иосеф; 17 сентября 1764, Кретинген — 5 мая 1809, близ Коцкa) — польский офицер, повстанец и участник наполеоновских войн. Йоселевич был командиром первого в Новое время еврейского войскового соединения польской армии.
В качестве торгового агента неоднократно был посланником виленского епископа Массальского за границей. С 1788 года проживал в Варшаве, где был поставщиком лошадей для польской армии.
Незадолго до осады Варшавы армией Александра Суворова руководитель восстания Тадеуш Костюшко по просьбе Йоселевича и его компаньона Юзефа Ароновича разрешил создать еврейский полк лёгкой кавалерии (около пятисот человек) и произвёл Йоселевича в полковники. Почти все еврейские кавалеристы Йоселевича погибли при обороне Праги (пригорода Варшавы).
После подавления восстания Йоселевич бежал в Галицию, потом в Италию. Там вступил в польские легионы. Участвовал во многих кампаниях Наполеона. В 1803 году стал капитаном Ганноверского драгунского полка. В 1807 году с созданием Варшавского герцогства Йоселевич перешёл в его армию с произведением в полковники. Погиб во время войны с Австрией в небольшой схватке под Коцком. Выражение «как Берка под Коцком» с тех пор стало крылатым выражением польского языка, аналогичным русскому «как швед под Полтавой».
Был награждён крестом Почётного легиона и орденом «За воинскую доблесть».
Его сын, Юзеф Беркович также был польским офицером.

## Память
В Польше сохранена память о Береке Йоселевиче как символе еврейского героизма в борьбе за польскою независимость. Поговорка «как Берек под Коцком» используется в польском языке для описания безвыходных ситуаций.
- Память об Б. Йоселевиче сохранилась в польских пословицах, в солдатских песнях и в топонимике («холм Берека» над его могилой близ Коцка).
- Описание его подвигов вошло в польские детские хрестоматии XIX—XX веков
- Береку Йоселевичу посвящëн ряд литературных произведений (В. Гонсиоровский, З. Парви, Опатошу, Е. Ромер, К. Кузминьский и другие), исторических трудов (Е. Лунинский, А. Скалковский, М. Балабан, Э. Рингельблюм и другие), картины герою, создали художники Ю. Коссак, Х. Пиллати и другие.
- Именем Берека Йоселевича названы улицы в Варшаве, Ченстохове, Кракове и ряде других польских городов.
- Почта Польши совместно с почтой Израиля в 2009 году выпустили почтовую марку, посвящённую Береку Йоселевичу[2].

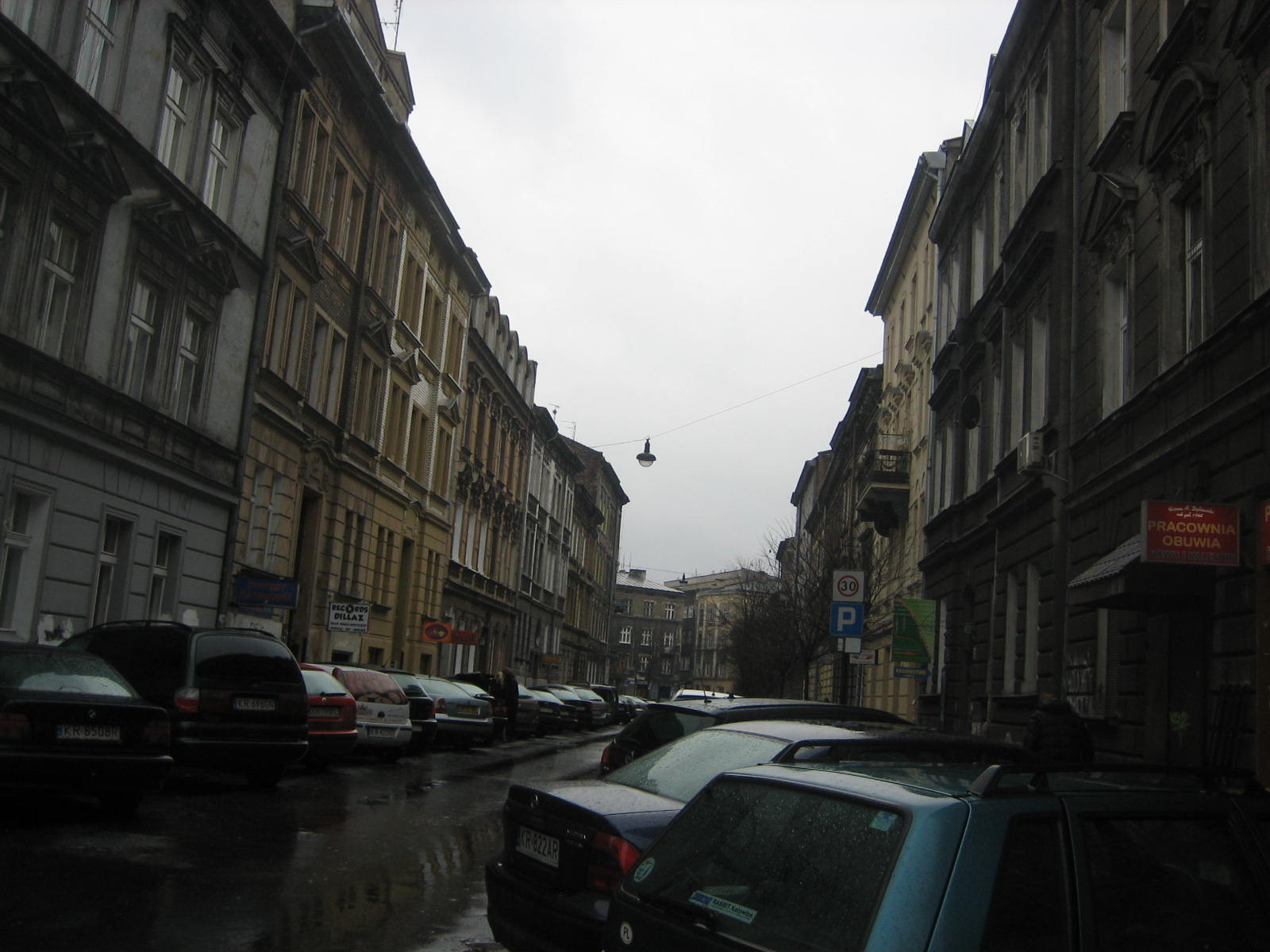
Общий вид улицы Берки Йоселевича в Кракове

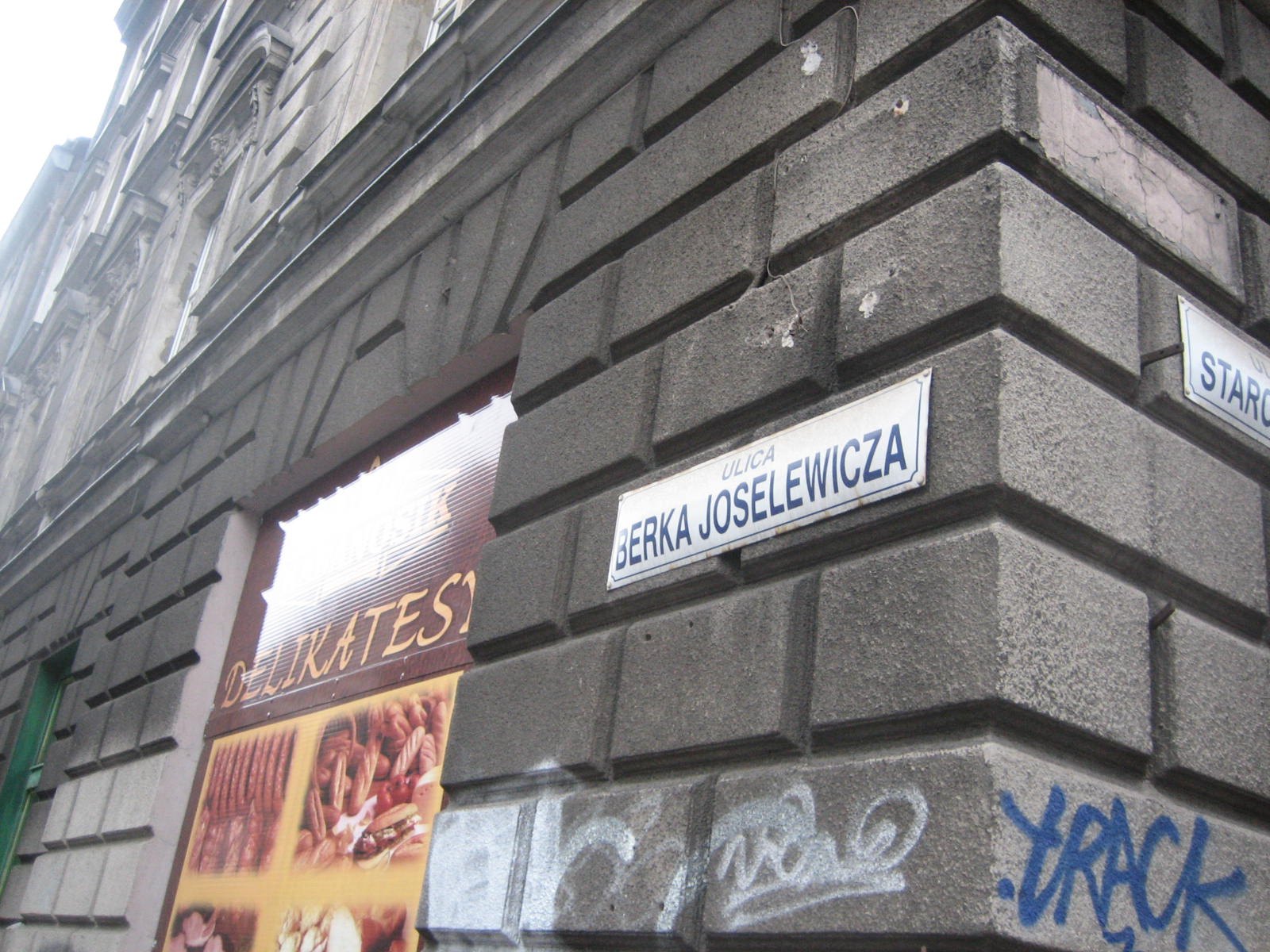
Уличная вывеска со знаком улицы Берки Йоселевича в Кракове